# Royal Flying Doctor Service

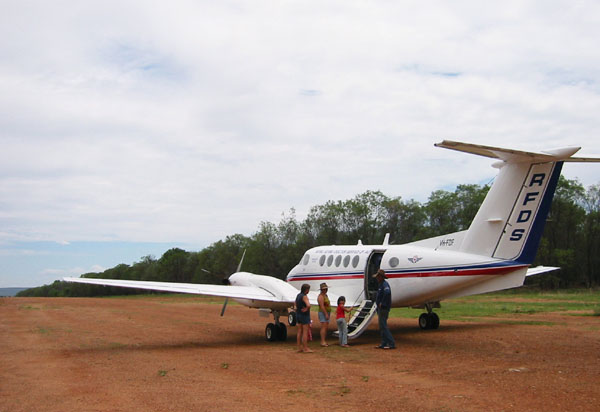
Un avión Beech Super King Air de la RFDS en una pista de aterrizaje del estado de Queensland (Australia).

El Royal Flying Doctor Service of Australia (también conocido por sus siglas RFDS o llamado de manera informal The flying doctors) es un servicio de ambulancia aérea destinado a aquellas personas que viven en áreas terrestres remotas y de difícil acceso en Australia. Es una organización no gubernamental que proporciona asistencia de emergencia y también cuidados básicos relacionados con la salud a todos aquellos que no pueden acudir a un hospital o a un médico de cabecera, debido a la gran distancia. También prestan servicios de educación a distancia.
El servicio comenzó en 1928 de manera experimental, gracias al reverendo presbiteriano John Flynn, y siendo conocido en sus inicios como Aerial Medical Service (AMS). Al año siguiente comenzó a operar desde la ciudad de Cloncurry, en Queensland, al noroeste de Australia.